# Series inconfecta plantarum indigenarum Aragoniae
Series inconfecta plantarum indigenarum Aragoniae (abreviado Ser. Inconf. Pl. Aragon.) es un libro con ilustraciones y descripciones botánicas que fue escrito conjuntamente por Francisco Loscos Bernal & José Pardo Sastrón. Fue publicado en el año 1863 con el nombre de Series inconfecta plantarum indigenarum Aragoniae praecipue meridionalis: Ex lingua castellana in latinam vertit M. Willkomm. Dresdae.